# Хайнц Бранд
Хайнц Бранд (на немски: Heinz Brandt) е германски генерал-майор от Вермахта.

## Биография
Бранд е роден в Шарлотенбург, Берлин и се записва в Райхсвера през 1925 г. Завършва курс в кавалерийската академия в Хановер от 1927 до 1928 г. и е назначен за лейтенант. През 1936 г. печели златен медал при скоковете по конен спорт на Берлинските летни олимпийски игри.
По време на избухването на Втората световна война е Хауптман в генералния щаб на Главно командване на Вермахта. След като служи в пехотна дивизия, е повишен в майор през януари 1941 г. и оберстлейтенант през април 1942 г.
На 13 март 1943 г. Бранд е несъзнателен участник в опит да бъде убит Адолф Хитлер. Генерал-майор Хенинг фон Тресков посъветва лейтенант Фабиан фон Шлабрендорф да поиска от Бранд да пренесе пакет, съдържащ бутилки с коняк, със самолет до Хелмут Щиф като плащане за изгубен залог. Пакетът всъщност съдържа грундирана бомба, която в случая не успява да се детонира.
През май 1943 г. Бранд е повишен в оберст (полковник).
На 20 юли 1944 г. пристига в централата Вълчата бърлога в Растенбург, Източна Прусия за конференция с участието на Хитлер. С помощта на майор Ернст фон Фрейенд, Клаус фон Щауфенберг поставя куфарче, съдържащо бомба в краката на Бранд, колкото е възможно по-близо до Хитлер и вдясно от генерал Хойзингер, който стои до него. След това Щауфенберг се извинява, че трябва да проведе телефонен разговор и напуска залата. Скоро след като той тръгва, Бранд иска да вижда по-добре картата на масата, спъва се в куфарчето и го премества от другата страна на масивния дървен крак на масата. Седем минути по-късно, бомбата избухва и откъсва единия крак на Бранд.
Хайнц Бранд умира от раните си на следващия ден, след операция в болница в Растенбург и е посмъртно повишен в чин генерал-майор от Хитлер. Други трима души също загиват в резултат на експлозията. По-късно е заключено, че преместеното куфарче е решаващ фактор за по-малкото жертви.